# سزار چاوز
سزار استرادا چاوز (به اسپانیایی: César Estrada Chávez) , تلفظ: [ˈsesaɾ esˈtɾaða ˈtʃaβes] (تولد ۳۱ مارس ۱۹۲۷ - مرگ ۲۳ آوریل ۱۹۹۳) یک رهبر کارگری و فعال حقوق مدنی اهل آمریکا بود که در سال ۱۹۶۲ با دولورس هوارتا، شرکت انجمن ملی کارگران مزرعه را تأسیس کرد که بعدها به نام سندیکای اتحادیه کشاورزان آمریکا (به انگلیسی: United Farm Workers) یا UFW تغییر نام داد.
وی در شهر یوما در ایالت آریزونا در یک خانوادهٔ مکزیکی-آمریکایی به دنیا آمد. او یک کارگر مزرعه و مؤسس سندیکای ملی کارگران کشاورزی بود. سزار چاوز شناخته شده‌ترین فعال آمریکایی لاتین‌تبار در زمینه حقوق بشر است و پیگیر جدی به رسمیت شناخته شدن عضویت کارگران اسپانیایی زبان در جنبش اعتراضی کارگران آمریکا بود.
او پس از مرگ، به نمادی تاریخی و بزرگ برای جامعه لاتین‌تبار، اتحاد کارگری و جنبش لیبرال و نمادی برای حمایت از کارگران اسپانیایی زبان بر مبنای سازماندهی و شعار او "Sí, se puede" تبدیل شد. (شعار اسپانیایی او به معنی "بله، ممکن است" یا به عبارتی "بله، می‌تواند که انجام شود" است) حامیان او می‌گویند کار او منجر به پیشرفت‌های متعدد برای کارگران اتحادیه شد.
زادروز او در ۳۱ مارس، به عنوان روز سزار چاوز، در کالیفرنیا، کلرادو، و تگزاس به عنوان تعطیل دولتی اعلام شده‌است.